# John Mykkanen
John Mykkannen, né le 8 septembre 1966 à Anaheim, est un nageur américain.

## Biographie
Aux Jeux olympiques d'été de 1984 à Los Angeles, John Mykkanen remporte la médaille d'argent à l'issue de la finale du 400 mètres nage libre.